# Ryō Takiya
Ryō Takiya (japanisch 瀧谷 亮 Takiya Ryō; * 16. Februar 1994 in Zama) ist ein ehemaliger japanischer Fußballspieler.

## Karriere
Takiya erlernte das Fußballspielen in der Schulmannschaft der Soyo High School und der Universitätsmannschaft der Osaka-Gakuin-Universität. Seinen ersten Vertrag unterschrieb er 2016 beim FC Gifu. Der Verein spielte in der zweithöchsten Liga des Landes, der J2 League. Für den Verein absolvierte er 30 Ligaspiele. 2018 wechselte er zum Drittligisten Kataller Toyama. Für den Verein absolvierte er zwei Ligaspiele. 2019 wurde er an den ReinMeer Aomori FC ausgeliehen. Ende 2019 beendete er seine Karriere als Fußballspieler.